# Convergència i Unió
Convergència i Unió (CiU) va ser, primer, una coalició estable (1978-2001), i, després, una federació (2001-2015) entre dos partits polítics catalanistes, formada per Convergència Democràtica de Catalunya (CDC), liberal, i Unió Democràtica de Catalunya (UDC), democristiana.
La federació es va dissoldre el 18 de juny de 2015, arran de discrepàncies en el projecte polític d'ambdós partits que la formaven. Entre les eleccions municipals de 2015 i les de 2019, la federació retingué representació de iure en els municipis en què es va presentar (i va obtenir almenys un regidor), ja que aquestes es van celebrar un mes abans de la dissolució de la federació.

## Integrants
La federació Convergència i Unió estava integrada per dos partits polítics: Convergència Democràtica i Unió Democràtica.
- Convergència Democràtica de Catalunya (CDC) va ser un partit polític liberal i nacionalista català creat el 17 de novembre de 1974 a Montserrat a l'entorn de la figura de Jordi Pujol i Soley[4] i dissolt el 8 de juliol de 2016 a Barcelona. Juntament amb Unió Democràtica va formar la federació Convergència i Unió. La seva situació en l'eix esquerra/dreta podia resultar polèmica. Si bé en els seus inicis es declarà de centreesquerra, amb els anys va anar evolucionant cap a posicions de centre liberal. De fet, hom ha considerat ideològicament Jordi Pujol influït pel personalisme francès d'Emmanuel Mounier, l'espiritualisme d'Enric Prat de la Riba i el misticisme de Raimon Galí i Herrera, connectant nacionalisme i cristianisme (Charles Péguy) i donant importància a la responsabilitat i l'ètica (Antoine de Saint-Exupéry), per tal d'elaborar un nacionalisme humanista, ètic i espiritual.

- Unió Democràtica de Catalunya (UDC) va ser un partit polític català fundat l'any 1931 d'ideologia democristiana o socialcristiana i dissolt el 24 de març del 2017. Fins al 2015 estava integrat juntament amb Convergència Democràtica de Catalunya en la federació Convergència i Unió (CiU).[5] És membre fundador del Partit Popular Europeu. El president del Comitè de Govern del partit i líder més destacat és Josep Antoni Duran i Lleida.

## Història

### Coalició
El 19 de setembre de 1978 Convergència Democràtica de Catalunya es va coalitzar amb Unió Democràtica de Catalunya formant "Convergència i Unió", que va guanyar les primeres eleccions al Parlament de Catalunya el 1980, amb una campanya amb el lema Ara convé i va governar de manera continuada fins al 2003. Alhora, Miquel Roca i Junyent va participar en l'elaboració de la Constitució Espanyola de 1978, que ell considerava com a model no acabat, dinàmic, ambigu i susceptible de diverses interpretacions. A les eleccions generals espanyoles de 1979 la coalició CiU va obtenir 484.154 vots, cosa que es traduí en 8 diputats i un senador, que a les eleccions generals espanyoles de 1982 augmentaren a 772.673 vots (12 diputats i 5 senadors).
En el VII Congrés celebrat el 1985 es va aprovar una nova estratègia. Miquel Roca va fundar a nivell espanyol el Partit Reformista Democràtic (PRD) de caràcter centrista, per tal de participar en la política global espanyola (anomenada operació Roca). A les eleccions generals espanyoles de 1986 CiU va obtenir 1.012.054 vots, 18 diputats i 8 senadors, però el PRD només 194.538 i cap escó. Tot i això, en el VIII Congrés de CDC Jordi Pujol fou elegit president i Miquel Roca continuà com a secretari general fins al IX Congrés del 1992.

### Federació
El 31 de març de 2001, Jordi Pujol va anunciar davant el consell nacional de Convergència Democràtica de Catalunya (CDC) que no es presentaria a les eleccions catalanes i proposant Artur Mas com a candidat de Convergència i Unió (CiU) a les eleccions al Parlament de Catalunya de 2003, provocant una crisi entre els socis que es va resoldre establint la federació de CiU el 2 de desembre de 2001, quan CDC i Unió Democràtica de Catalunya (UDC) signen l'acord que dona solidesa i estabilitat a la coalició que compartien des les eleccions des del 1978 nomenant Pujol i Josep Antoni Duran i Lleida president i secretari general, respectivament. Amb el pacte, UDC va guanyar representativitat a les candidatures electorals en tant que no ocuparien el segon lloc quan no encapçalessin les llistes, i es reservava un 60% dels llocs a les llisres per a CDC, 20% per a UDC i el 20% restant a proposta de la federació.
Artur Mas que tot i guanyar les eleccions de 2003 contra pronòstic no va aconseguir ésser president de la Generalitat de Catalunya a causa de no tenir la majoria parlamentària necessària vers l'autoanomenat pacte de govern d'entesa (més conegut com tripartit) format pel PSC, ERC i ICV-EUiA.
L'1 de novembre de 2006 se celebren les eleccions al Parlament de Catalunya. Per segona vegada consecutiva Artur Mas encapçala la candidatura de CiU. La federació es presenta amb l'eslògan de campanya "Estimar Catalunya, governar bé!". Per aquestes eleccions, CiU va presentar l'anomenat «Contracte amb Catalunya», un conjunt de propostes electorals, la característica més destacada de les quals és que primer cop es presentà en la política catalana unes propostes electorals signades davant de notari que dona testimoni de què havien estat fetes i que pensaven complir-les. La llei catalana no preveu cap sanció per al no compliment de les propostes electorals no complertes signades davant de notari de manera que tot quedà com un acte simbòlic. Entre altres propostes cap destacar que un dels punts marcava la negativa a fer cap pacte estable de govern amb el Partit Popular de Catalunya, punt que va ser molt criticat per la resta de partits de l'arc parlamentari per motius oposats. D'aquesta manera, CiU creia que podria obtenir vots tant dels votants catalanistes amb por de votar a la federació com vot útil del Partit Popular, ja que l'única manera de rendibilitzar-lo era actuar conjuntament amb ells mateixos.
La federació guanya les eleccions per vuitena vegada consecutiva, en vots i escons a les 4 demarcacions catalanes, i obté 48 diputats. La reedició del pacte tripartit, en obtenir un altre cop la majoria parlamentària necessària, impedeix que la federació torni a la Generalitat, però el 28 de novembre de 2010, a les eleccions al Parlament de Catalunya, obté una majoria relativa, doblant en escons al PSC (el segon partit del Parlament).
A les eleccions generals espanyoles del 2008, Convergència i Unió obtingué un total de 10 escons al Congrés dels Diputats. Josep Antoni Duran i Lleida va ser el president del Grup Parlamentari Català i Xavier Trias l'alcalde de Barcelona.
El 23 de desembre de 2010, el candidat a la Presidència de la Generalitat de Catalunya per la federació, Artur Mas, fou escollit President en segona volta gràcies a l'abstenció del PSC al segon debat d'investidura del Parlament de Catalunya.
Després d'aquestes eleccions, CiU comença una política d'aliança amb el PPC, com per exemple amb els primers pressupostos de la legislatura, que s'han caracteritzat per la seva austeritat i estalvi de la despesa pública, a causa de la delicada situació econòmica de la Generalitat.
A les Eleccions generals espanyoles de 2011 Convergència i Unió obtingué 16 diputats al Congrés dels Diputats aconseguint, per primer cop a la història, ésser la força catalana amb més diputats i amb més vots passant per davant al PSC que fins aleshores no havia perdut mai a les eleccions generals.

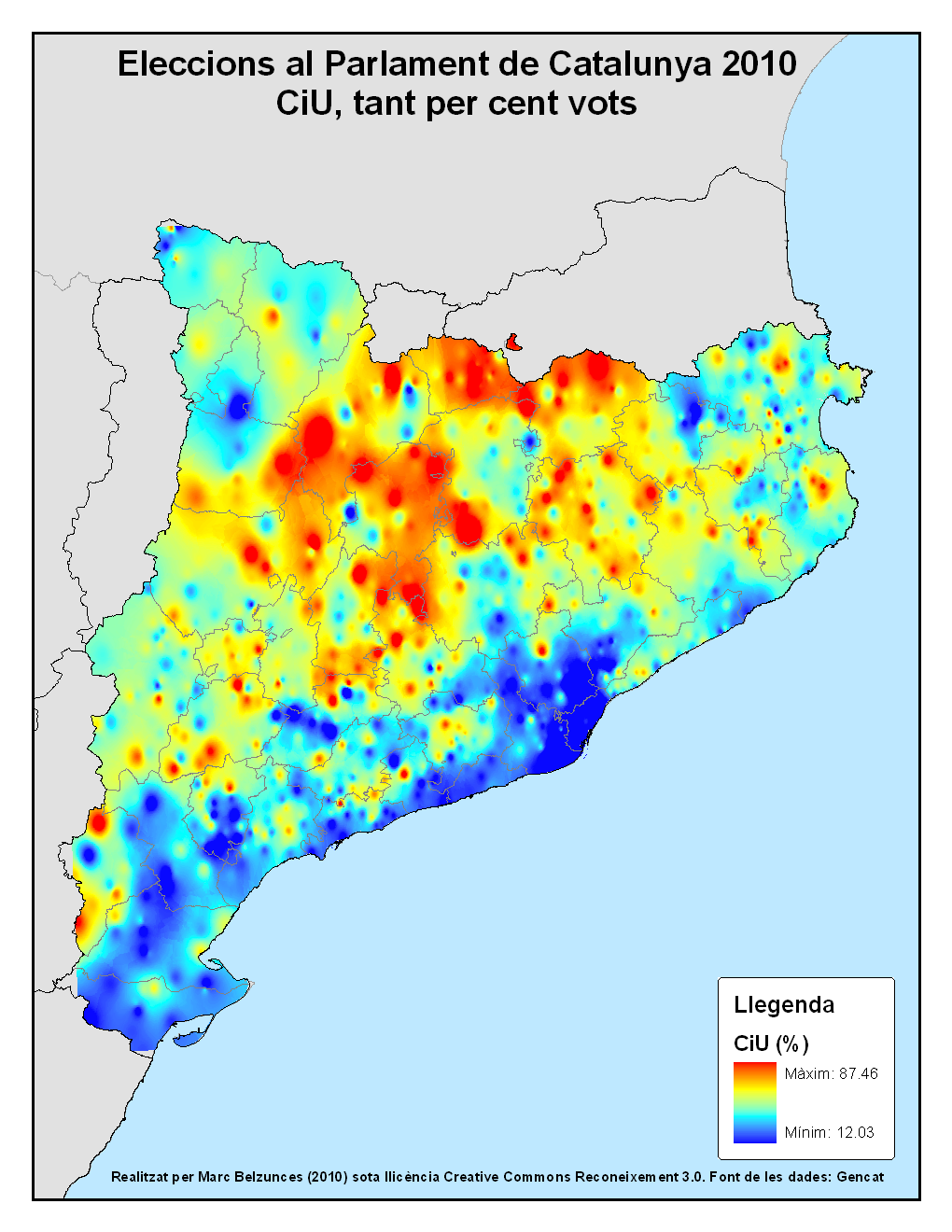
Percentatges de suport a CiU a les eleccions catalanes del 2010. En vermell les zones de major suport i en blau les de menor suport.

Arran de les eleccions al Parlament de Catalunya de 2012 CiU va patir una davallada considerable del nombre d'escons i només n'obtingué 50, la qual cosa suposà una pèrdua de 12 escons respecte a les eleccions anteriors, Esquerra es quedà a l'oposició tot donant estabilitat al govern de la Generalitat de Catalunya encapçalat per Artur Mas. Aquests comicis donaren una majoria parlamentària a les forces polítiques partidàries de celebrar un referèndum sobre la independència de Catalunya que havia assumit anteriorment el president Mas.

### Separació
Després d'algunes desavinences i moments tensos entre els dirigents dels dos partits que formaven la federació, principalment per les eleccions del 27 de setembre de 2015 i quin havia de ser el full de ruta pel que fa a la independència, el moment més tens va arribar després dels resultats del referèndum que va celebrar Unió Democràtica el 14 de juny de 2015.
UDC va aprovar el seu propi full de ruta -que no incloïa la independència- amb un 50,5% dels vots, motiu pel qual CDC va donar un ultimàtum de tres dies als democratacristians perquè decidissin si seguien el full de ruta pactat entre els convergents, Esquerra Republicana de Catalunya (ERC) i el President de la Generalitat.
Unió va respondre a Convergència el dimecres 17 de juny amb la sortida dels tres Consellers d'Unió (Joana Ortega, Ramon Espadaler i Josep Maria Pelegrí) del Govern. Pel que fa als càrrecs de segon nivell, els membres del sector independentista van negar-se a abandonar el seu lloc dins el govern i van acusar la direcció democratacristiana de fer xantatge al President.
La crisi es va interpretar com la ruptura de la federació, però UDC va assegurar que això no suposava el trencament entre els dos partits, simplement havien sortit del Govern per "coherència política" i "dignitat" i garantien l'estabilitat del govern fins al final de la legislatura. El mateix conseller d'Interior, Ramon Espadaler, va negar en una entrevista a Catalunya Ràdio que això signifiqués el trencament de Convergència i Unió.
Convergència Democràtica de Catalunya no va interpretar de la mateixa forma el gest dels seus socis de coalició i el 18 de juny de 2015 el seu secretari general, Josep Rull, va anunciar la fi de la federació en roda de premsa. Rull va afirmar que esperava un trencament "sense dramatismes" i que era "un camí sense retorn". Artur Mas va subscriure les paraules de Rull al Parlament quan a la sessió de control del mateix dia va afirmar que esperava una "separació amistosa" i que la ruptura ve "d'un problema de molt de fons".

### Representació
Després de les eleccions municipals de 2015, CiU ostentava la majoria d'alcaldies de Catalunya (435), incloent-hi Girona, Reus, Sant Cugat del Vallès, Manresa, Figueres, Vic, Vilafranca del Penedès, Igualada, Tortosa, Lloret de Mar, Premià de Mar, Gandesa, Martorell, Valls, Olot, Tàrrega, Cervera, Tremp i La Seu d'Urgell.
Convergència i Unió va governar la Diputació de Tarragona, la Diputació de Lleida, la Diputació de Girona (aquesta amb majoria absoluta) i la Diputació de Barcelona.

## Imatge
En les primeres eleccions al Parlament, la coalició es presentà amb els logotips de les dues formacions, l'arbre i la bandera onejant, i les lletres quadribarrades. En la dècada de 1990 amb Pere Esteve com a secretari general, va canviar a les paraules Convergència i Unió en blau marí amb una línia taronja subratllant el nom. En 2003, la marca es va compactar en les sigles CiU subratllades per una franja amb les quatre barres. En 2010 va incorporar un somriure taronja que convertia el logo en una icona. El somriure en 2012 es convertí en una fletxa que apuntava cap amunt.

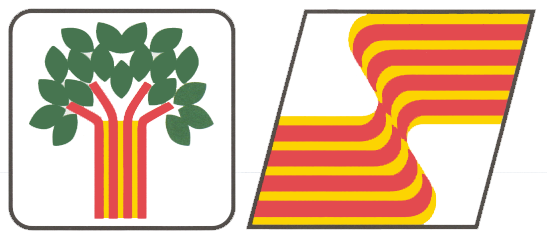
Anys 80-90
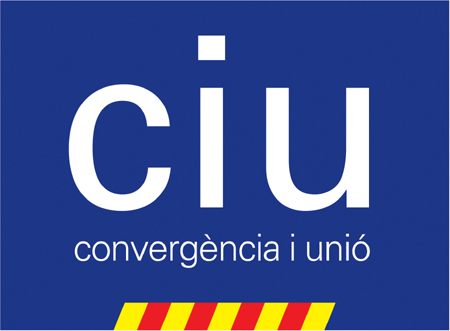
Anys 90-2000
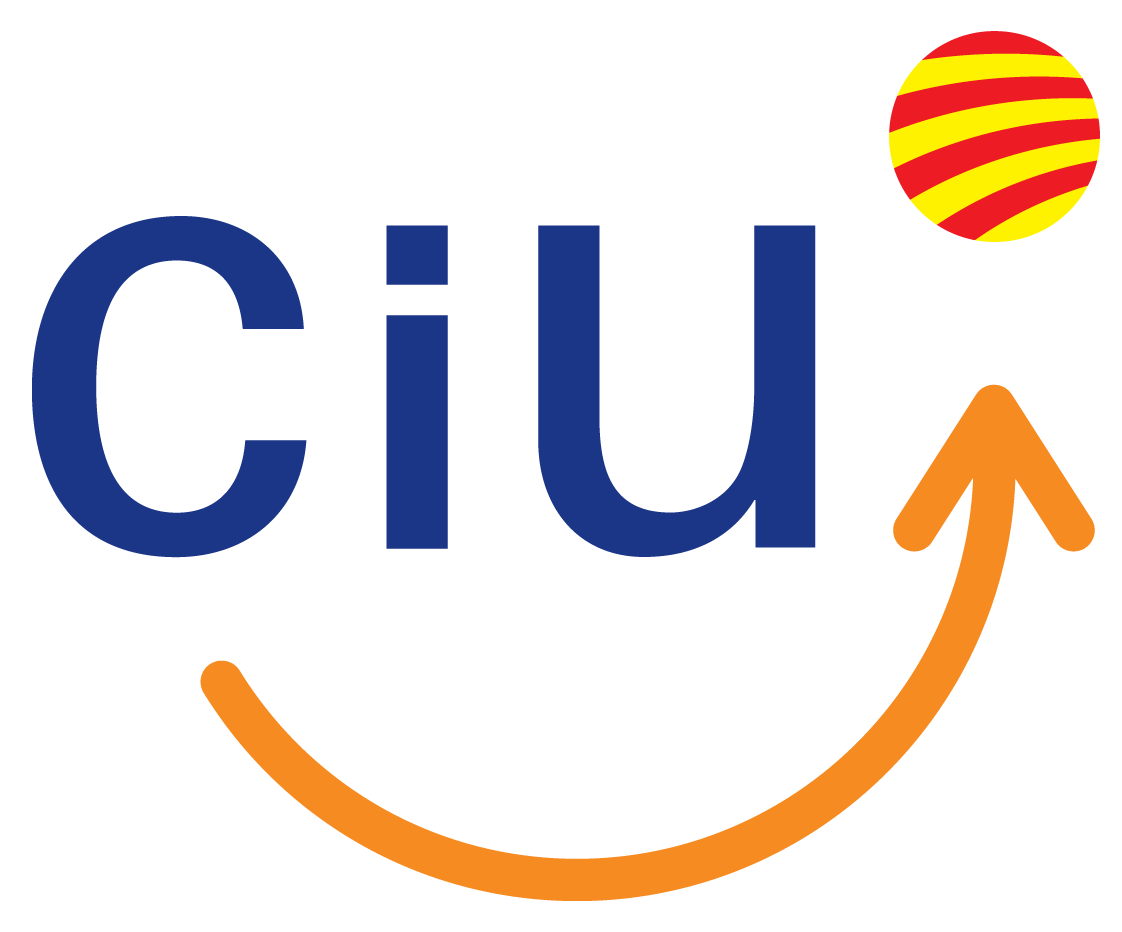
2012-2015

## Resultats electorals
| Parlament de Catalunya |           |        |    |          |     |             |                     |
| Any                    | Vots      | %      | #  | Escons   | +/– | Líder       | Govern              |
| 1980                   | 752,943   | 27.83% | 1r | 43 / 135 | —   | Jordi Pujol | Minoria             |
| 1984                   | 1,346,729 | 46.80% | 1r | 72 / 135 | 29  | Jordi Pujol | Coalició (CiU–ERC)  |
| 1984                   | 1,346,729 | 46.80% | 1r | 72 / 135 | 29  | Jordi Pujol | Majoria (1987-88)   |
| 1988                   | 1,232,514 | 45.72% | 1r | 69 / 135 | 3   | Jordi Pujol | Majoria             |
| 1992                   | 1,221,233 | 46.19% | 1r | 70 / 135 | 1   | Jordi Pujol | Majoria             |
| 1995                   | 1,320,071 | 40.95% | 1r | 60 / 135 | 10  | Jordi Pujol | Minoria             |
| 1999                   | 1,178,420 | 37.70% | 2n | 56 / 135 | 4   | Jordi Pujol | Minoria             |
| 2003                   | 1,024,425 | 30.94% | 2n | 46 / 135 | 10  | Artur Mas   | Oposició            |
| 2006                   | 935,756   | 31.52% | 1r | 48 / 135 | 2   | Artur Mas   | Oposició            |
| 2010                   | 1,202,830 | 38.43% | 1r | 62 / 135 | 14  | Artur Mas   | Minoria             |
| 2012                   | 1,116,259 | 30.71% | 1r | 50 / 135 | 12  | Artur Mas   | Minoria             |
| 2012                   | 1,116,259 | 30.71% | 1r | 50 / 135 | 12  | Artur Mas   | Minoria (CDC, 2015) |

| Eleccions municipals |           |           |               |             |
| Any                  | Catalunya | Catalunya | Catalunya     | Líder       |
| Any                  | Vots      | %         | Escons        | Líder       |
| 1979                 | 504 832   | 19,0      | 1.756 / 8.223 | Jordi Pujol |
| 1983                 | 747 677   | 25,6      | 3.215 / 8.199 | Jordi Pujol |
| 1987                 | 1 004 115 | 33,0      | 4.350 / 8.186 | Jordi Pujol |
| 1991                 | 915 291   | 33,4      | 4.360 / 8.328 | Jordi Pujol |
| 1995                 | 973 498   | 30,1      | 4.240 / 8.426 | Jordi Pujol |
| 1999                 | 774 074   | 26,5      | 4.089 / 8.497 | Jordi Pujol |
| 2003                 | 789 871   | 24,3      | 3.687 / 8.690 | Jordi Pujol |
| 2007                 | 723 325   | 25,2      | 3.387 / 8.932 | Artur Mas   |
| 2011                 | 778 551   | 27,1      | 3.865 / 9.132 | Artur Mas   |
| 2015                 | 668 892   | 21,5      | 3.333 / 9.069 | Artur Mas   |

| Corts Generals |           |         |         |          |         |          |       |                             |               |
| Any            | Congrés   | Congrés | Congrés | Congrés  | Congrés | Senat    | Senat | Líder                       | Govern        |
| Any            | Vots      | %       | #       | Escons   | +/–     | Escons   | +/–   | Líder                       | Govern        |
| 1979           | 483,353   | 2.69%   | 5è      | 8 / 350  | 5       | 1 / 208  | 1     | Jordi Pujol                 | Oposició      |
| 1982           | 772,726   | 3.67%   | 5è      | 12 / 350 | 4       | 5 / 208  | 5     | Miquel Roca                 | Oposició      |
| 1986           | 1,014,258 | 5.02%   | 4t      | 18 / 350 | 6       | 8 / 208  | 3     | Miquel Roca                 | Oposició      |
| 1989           | 1,032,243 | 5.04%   | 5è      | 18 / 350 | =       | 10 / 208 | 2     | Miquel Roca                 | Oposició      |
| 1993           | 1,165,783 | 4.94%   | 4t      | 17 / 350 | 1       | 10 / 208 | =     | Miquel Roca                 | Suport extern |
| 1996           | 1,151,633 | 4.60%   | 4t      | 16 / 350 | 1       | 8 / 208  | 2     | Joaquim Molins              | Suport extern |
| 2000           | 970,421   | 4.19%   | 4t      | 15 / 350 | 1       | 8 / 208  | =     | Xavier Trias                | Oposició      |
| 2004           | 835,471   | 3.23%   | 4t      | 10 / 350 | 5       | 4 / 208  | 4     | Josep Antoni Duran i Lleida | Oposició      |
| 2008           | 779,425   | 3.03%   | 4t      | 10 / 350 | =       | 4 / 208  | =     | Josep Antoni Duran i Lleida | Oposició      |
| 2011           | 1,015,691 | 4.17%   | 5è      | 16 / 350 | 6       | 9 / 208  | 5     | Josep Antoni Duran i Lleida | Oposició      |

### Eleccions europees
| Parlament Europeu |                   |                   |                   |        |       |           |           |           |
| Any               | Total             | Total             | Total             | Total  | Total | Catalunya | Catalunya | Catalunya |
| Any               | Vots              | %                 | #                 | Seats  | +/–   | Vots      | %         | #         |
| 1987              | 853,603           | 4.43%             | 5è                | 3 / 60 | —     | 843,322   | 27.82%    | 2n        |
| 1989              | 666,602           | 4.20%             | 5è                | 2 / 60 | 1     | 655,339   | 27.53%    | 2n        |
| 1994              | 865,913           | 4.66%             | 4t                | 3 / 64 | 1     | 806,610   | 31.50%    | 1r        |
| 1999              | 937,687           | 4.43%             | 4t                | 3 / 64 | =     | 843,021   | 29.28%    | 2n        |
| 2004              | Amb Galeusca - PE | Amb Galeusca - PE | Amb Galeusca - PE | 1 / 54 | 2     | 369,103   | 17.44%    | 3r        |
| 2009              | Amb CEU           | Amb CEU           | Amb CEU           | 2 / 54 | 1     | 441,810   | 22.44%    | 2n        |
| 2014              | Amb CEUS          | Amb CEUS          | Amb CEUS          | 2 / 54 | =     | 549,096   | 21.84%    | 2n        |

## Líders destacats
- Jordi Pujol i Soley
- Artur Mas i Gavarró
- Josep Antoni Duran i Lleida
- Pere Esteve i Abad
- Oriol Pujol i Ferrusola
- Xavier Trias
- Ramon Espadaler i Parcerisas